# Anthidiellum xinjiangense
Anthidiellum xinjiangense là một loài Hymenoptera trong họ Megachilidae. Loài này được Wu mô tả khoa học năm 2004.